# Зайцев Микола Митрофанович
Микола Митрофанович За́йцев (22 травня 1907, Кам'янське — 11 травня 1972, Одеса) — український радянський художник; член Спілки радянських художників України з 1957 року.

## Біографія
Народився 9 [22] травня 1907 року в селі Кам'янському (нині місто Дніпропетровської області, Україна) в робітничій сім'ї. Протягом 1922—1926 років працював слюсарем нижньодніпровських вагонних майстерень. 1926 року, за комсомольським направленням, вступив до Одеського політехнікума образотворчих мистецтв, де два роки навчався у монументальній майстерні професора Максима Гронця, а потім перейшов на поліграфічний факультет професора Володимира Заузе. 1931 року закінчив навчання. Дипломна робота — плакат «Радгосп» (керівник Михайло Жук). Одночасно з навчанням у 1930—1932 роках викладав на робітничому факультеті свого навчального закладу.
У 1931—1941 роках викладав в Одеському художньому інституті/Одеському художньому училищі. Брав участь у німецько-радянській війні. 1944 року, в боях при звільненні Угорщини, був важко поранений. У 1945—1949 роках продовжив викладати у Одеському художньому училищі. Серед учнів: Мартин-Вігдор Кордонський, Іван Ботько. У 1955—1965 роках викладав у Одеській дитячій художній школі. Нагороджений Почесною грамотою Президії Верховної Ради УРСР.
Мешкав в Одесі в будинку на вулиці Червоної Гвардії, № 2, квартира № 3. Помер в Одесі 11 травня 1972 року.

## Творчість
Працював у галузі станкового живопису і станкової і книжкової графіки. Створював пейзажі, натюрморти, портрети. Серед робіт:
живопис
- «Вулиця Південна» (1933);
- «Одеса — порт» (1935);
- «Околиця» (1936);
- «Портрет дружини» (1937);
- етюд до картини «Протест 17-ти» (1939);
- «Портрет старого» (1939);
- «Портрет дівчинки» (1941);
- «Околиці Одеси» (1944);
- «Петунії» (1946);
- «Жіночий портрет» (1946);
- «Городи» (1946);
- «Стара гавань» (1946; 1949);
- «Повітряна тривога» (1947; Дніпровський художній музей);
- «На судноремонтному заводі» (1947; Закарпатський художній музей);
- «У нафтогавані» (1948);
- ескіз до картини «Ранок на судноремонтному заводі» (1948);
- «Комбриг Григорій Котовський» (1948—1949; Харківський художній музей);
- «Ранок на судноремонтному заводі» (1949; Одеський художній музей);
- «В порту» (1949);
- «Баржі» (1949);
- етюд до картини «На судноремонтному заводі» (1949);
- «Баржі в порту» (1949);
- «Одещина» (1950);
- «У доці», етюд до картини «У доках» (1950);
- «Пляж Лузанівка» (1950);
- «Дорога до Гурзуфа» (1950);
- «Токар» (1950, етюд до картини);
- «Після дощу» (1950);
- «Порт» (1950);
- «На березі» (1950);
- «Хлопчик» (1950);
- «Робітник» (1950);
- «Берег. Аркадія» (1950);
- «Маленький фонтан» (1950);
- «Річка Хоста» (1951);
- «Одеський берег» (1951);
- «Берег моря» (1951);
- «Київ. Куренівка» (1952);
- «Ялта» (1953);
- «Крим. Аю-Даг» (1953);
- «Гурзуф. Гора „Верблюд“» (1953);
- «Ялта. Набережна» (1953);
- «Ялта» (1953);
- «Хризантеми» (1953);
- «У доках судноремонтного заводу» (1953; Полтавський художній музей);
- «Кран у порту» (1953);
- «Кримський етюд» (1954);
- «Кримський мотив» (1954);
- «Крим. Море» (1954);
- «Озеро у Пущі-водиці» (1954);
- «На просторі» (1954);
- «Ставок» (1955);
- «Вечір» (1955);
- «На рейді» (1956);
- «Троянди» (1956);
- «Портрет народного художника Узбекистану Чингиза Ахмарова» (1957);
- «Портрет юнака» (1957);
- «У Ботанічному саду» (1957);
- «Сірий день» (1957);
- «На узліссі» (1957);
- «Стіжка сіна» (1957);
- «Флокси» (1958);
- «Левкої» (1959);
- «Вид з вікна» (1959);
- «Польові квіти» (1960);
- «Алея» (1960);
- «Дахи» (1961);
- «У саду» (1962);
- «Хоста. Краєвид з сосною» (1962);
- «Натюрморт з квітами» (1962);
- «Дворик взимку» (1963);
- «Петунії на зеленому тлі» (1963);
- «Настурція» (1964);
- «Вересень» (1965);
- «Ранок» (1965);
- «Григорівка. Птахоферма» (1965);
- «Гладіолуси» (1965);
- «Ромашки» (1965);
- «Приморське місто» (1966);
- «Гладіолуси» (1967);
- «Околиця села» (1968);
- «Натюрморт з таран» (1968);
- «Осінь на Україні» (1968);
- етюд до картини «Весна, цвіте бузок» (1969);
- «Дорога в порт» (1969);
- «Одеса. Ранок» (1969);
- «Сутінки» (1970);
- «Автопортрет» (1970);
- «Півони» (1970);
- «Слобідка» (1970);
- «Одеса будується» (1971);
- «Весна. Квітне бузок» (1971);
- «Весна. Повінь у Седневі» (1971);
- «Весняний етюд» (1971);
- «Сад. Кульбаби» (1971);
- «Верби» (1971);
- «Вулиця у Седневі» (1971);
- «Розлив на річці Снов» (1971);
- «Церковка у Седневі» (1971);
- «Сільська вулиця» (1971);
- «Сад. Рання весна» (1971);
- «Чайна у Седневі» (1971);
- «Седнівські луки» (1971);
- «Березовий гай» (1971);
- етюд до картини «Весна, бузок цвіте» (1971);
- «Травень» (1971);
- «Натюрморт. Квіти» (1971);
- «Весняна повінь» (1971);
- «Квітучі дерева» (1971).

графіка
- «Портрет професора Будянського» (1941, офорт);
- «Алея у парку» (1960, ліногравюра);
- «Вечір у порту» (1960—1961, кольорова ліногравюра);
- серія «Заводська молодь» (1961, кольорові ліногравюри);
- «Весна» (1962, папір, кольорові олівці);
- «Зварювальниця» (1963, кольорова ліногравюра);
- «Зварювальниця» (1964, ліногравюра);
- «Зима в Одесі» (1964 папір на картоні, пастель);
- «Портрет дружини» (1964, картон, пастель);
- «Весна. Одеса» (1964, картон, пастель).

Ілюстрував та оформляв книги для Одеської обласного книжкового видавництва: вірші «Наш Дніпро» Авлетини Дрозд (1957) та інші.
Брав участь у виставках з 1927 року, республіканських — з 1930 року, всесоюзних з — 1939 року, зарубіжних — з 1955 року, зокрема у Варшаві у 1955 році, Александрії у 1965 році, Варні і Бургасі у 1966 році. Персональні виставки відбулися в Одесі у 1951 та 1972 (посмертна) роках.
Крім названих музеїв, твори художника зберігаються у Одеському історико-краєзнавчому музеї та Національному музеї Тараса Шевченка у Києві.